# Tetragonula fuscobalteata
Tetragonula fuscobalteata är en biart som först beskrevs av Cameron 1908.  Tetragonula fuscobalteata ingår i släktet Tetragonula, och familjen långtungebin. Inga underarter finns listade.

## Beskrivning
Ett mycket litet bi med en kroppslängd på omkring 3 mm och en vinglängd på drygt 3 mm. Färgen är brunsvart till svart, med nederdelen på antennerna vanligen gulbrun till rödbrun; de kan dock vara mörkare, speciellt hos hanen.

## Ekologi
Släktet Tetragonula tillhör de gaddlösa bina, ett tribus (Meliponini) av sociala bin som saknar fungerande gadd. De har dock kraftiga käkar, och kan bitas ordentligt; boet skyddas aggressivt av arbetarna.

## Utbredning
Tetragonula fuscobalteata har påträffats i Indien (delstaten Uttar Pradesh), Myanmar, Thailand, Malaysia, Filippinerna, Brunei, Palau och Indonesien.